# Cyornis nicobaricus
La papamoscas de las Nicobar (Cyornis nicobaricus) es una especie de ave paseriforme de la familia Muscicapidae endémico de las islas Nicobar.

## Distribución y hábitat
Es endémico de las islas meridionales de las Nicobar, pertenecientes a la India.